# Босански-Дубочац
Босански-Дубочац (серб. Босански Дубочац, босн. Bosanski Dubočac, хорв. Bosanski Dubočac) — населенный пункт (деревня) в общине Дервента, который принадлежит энтитету Республике Сербской, Босния и Герцеговина. По результатам югославской переписи населения 1991 года в Босански-Дубочаце проживало 556 человек.

## Население
В населении деревни преобладают мусульмане (боснийцы) и хорваты.
| 1991                           | - | - | - | - | - | - |
| ------------------------------ | - | - | - | - | - | - |
| 556                            | - | - | - | - | - | - |
| Гистограмма динамики населения |   |   |   |   |   |   |

### Национальный состав
1991 год:
- сербы — 2 (0,35 %);
- хорваты — 195 (35,07 %);
- югославы — 44 (7,91 %);
- мусульмане — 306 (55,03 %);
- другие — 9 (1,61 %).